# Diana, l'affascinatrice
Diana l'affascinatrice è un film del 1915, diretto da Gustavo Serena. Circa un quarto della pellicola è andato perduto, il che rende difficile la precisa delineazione della trama. 

## Trama
Il compito della spia Diana, complice del signor Amari, è quello di usare le sue arti seduttive, per le quali è nota, per carpire dei segreti militari al capitano di marina Newse.
Diana, l'affascinatrice, questa volta non solo seduce, ma rimane affascinata da Newse. Di conseguenza è combattuta fra la sua missione ufficiale e l'amore. Alla fine, per salvare l'innamorato, tradisce la causa, e fa saltare in aria l'osservatorio segreto di Amari (con lui dentro).